# Pomysł Trybuły
Pomysł Trybuły to brydżowa konwencja licytacyjna pozwalająca na forsujące uzgodnienie koloru starszego po pozytywnej (pokazującej starszą czwórkę w kolorze odpowiadającego) odpowiedzi na Staymana.  W sekwencjach:
```
  W       E                        W       E
  1BA     2♣                       1BA     2♣
  2
♥
      3
♦
                       2♠      3
♥
```

Odzywki 3♦/♥ które nie mają raczej tradycyjnego znaczenie naturalnego, otrzymują znaczenie forsingu do końcówki z uzgodnionym kolorem starszym zalicytowanym przez partnera.  Partner:
- z ręką typu 4-3-3-3 licytuje 3BA
- z nadwyżką licytuje cue bid
- z minimum i układem innym niż 4-3-3-3 licytuje 4 w uzgodniony kolor starszy
- 3 w kolor uzgodniony to odzywka czekająca z wszystkimi innymi rodzajami rąk.